# Oinohoa
Oinohoa (grčki: οἰνοχόη) metalni je ili keramički vrč kojim se ulijevalo vino u čaše. Koristio se u Antičkoj Grčkoj. Na niskoj je nozi, sa zaobljenim tijelom i trolisnim otvorom s izvijenom usnom.

## Vanjske poveznice
- Oinohoa Hrvatska enciklopedija
- Oinochoe, Encyclopædia Britannica